# Fabio Capello
Fabio Capello (* 18. června 1946 San Canzian d'Isonzo) je bývalý italský reprezentační fotbalista a trenér, který naposledy trénoval v roce 2018 čínský klub Ťiang-su Su-ning.
Jako fotbalista vyrůstal v klubu S.P.A.L., pak přestoupil do klubu AS Řím se kterým vyhrál domácí pohár. Nejvíce sezona strávil v klubu Juventus FC. Zde vyhrál tři tituly (1971/72, 1972/73 a 1974/75). Kariéru dohrával v AC Milán se kterým slavil titul (1978/79 a jeden domácí pohár. Hrál i ve 32 utkání za reprezentaci a účastnil se MS 1974.
Po fotbalové kariéře se stal úspěšným trenérem. Celkem získal sedm titulů. Pět Italských (1991/92, 1992/93, 1993/94, 1995/96, 2000/01) a dvě Španělské (1996/97, 2006/07). Také se stal s klubem kde začínal AC Milán vítězem LM 1993/94. V období 2008 až 2012 byl trenérem Anglie, kterou vedl na MS 2010, kde byl v osmém finále vyřazen Německem.
V únoru 2012 rezignoval na post trenéra Anglie kvůli nesouhlasu s odebráním kapitánské pásky Johnu Terrymu kvůli jeho údajnému rasistickému chování vůči Antonu Ferdinandovi při ligovém zápasu Chelsea s Queens Park Rangers. V letech 2012 až 2015 vedl reprezentaci Ruska, se kterou se dostal na MS 2014. Po neúspěšném startu v kvalifikaci na ME 2016 byl v červenci 2015 odvolán.. V roce 2018 ukončil trenérskou kariéru poté, co vedl čínský klub Ťiang-su Su-ning.
V roce 2013 byl uveden do Síně slávy italského fotbalu.

## Hráčská statistika
| Sezóna  | Klub     | Liga    | Liga   | Liga | Ligové poháry | Ligové poháry | Ligové poháry | Kontinentální poháry | Kontinentální poháry | Kontinentální poháry | Celkem | Celkem |
| Sezóna  | Klub     | Soutěž  | Zápasy | Góly | Soutěž        | Zápasy        | Góly          | Soutěž               | Zápasy               | Góly                 | Zápasy | Góly   |
| ------- | -------- | ------- | ------ | ---- | ------------- | ------------- | ------------- | -------------------- | -------------------- | -------------------- | ------ | ------ |
| 1963/64 | SPAL     | Serie A | 4      | 0    | IP            | 0             | 0             | -                    | 0                    | 0                    | 4      | 0      |
| 1964/65 | SPAL     | Serie B | 9      | 0    | IP            | 1             | 0             | -                    | 0                    | 0                    | 10     | 0      |
| 1965/66 | SPAL     | Serie A | 20     | 1    | IP            | 3             | 0             | -                    | 0                    | 0                    | 23     | 1      |
| 1966/67 | SPAL     | Serie A | 16     | 2    | IP            | 1             | 1             | -                    | 0                    | 0                    | 17     | 3      |
| 1967/68 | Řím      | Serie A | 11     | 1    | IP            | 1             | 0             | -                    | 0                    | 0                    | 12     | 1      |
| 1968/69 | Řím      | Serie A | 25     | 6    | IP            | 8             | 4             | -                    | 0                    | 0                    | 33     | 10     |
| 1969/70 | Řím      | Serie A | 26     | 4    | IP            | 5             | 0             | PVP                  | 8                    | 3                    | 39     | 7      |
| 1970/71 | Juventus | Serie A | 27     | 5    | IP            | 2             | 0             | UEFA                 | 11                   | 3                    | 40     | 8      |
| 1971/72 | Juventus | Serie A | 29     | 9    | IP            | 9             | 3             | UEFA                 | 7                    | 1                    | 45     | 13     |
| 1972/73 | Juventus | Serie A | 27     | 3    | IP            | 9             | 2             | PMEZ                 | 9                    | 0                    | 45     | 5      |
| 1973/74 | Juventus | Serie A | 27     | 4    | IP            | 8             | 0             | PMEZ                 | 2                    | 0                    | 37     | 4      |
| 1974/75 | Juventus | Serie A | 28     | 3    | IP            | 6             | 1             | UEFA                 | 9                    | 2                    | 43     | 6      |
| 1975/76 | Juventus | Serie A | 27     | 3    | IP            | 1             | 2             | PMEZ                 | 1                    | 0                    | 29     | 5      |
| 1976/77 | Milán    | Serie A | 26     | 1    | IP            | 6             | 0             | UEFA                 | 5                    | 3                    | 37     | 4      |
| 1977/78 | Milán    | Serie A | 28     | 3    | IP            | 5             | 0             | PVP                  | 2                    | 1                    | 35     | 4      |
| 1978/79 | Milán    | Serie A | 8      | 0    | IP            | 0             | 0             | UEFA                 | 0                    | 0                    | 11     | 0      |
| 1979/80 | Milán    | Serie A | 3      | 0    | IP            | 1             | 1             | PVP                  | 0                    | 0                    | 4      | 1      |
| Celkově | Celkově  | Celkově | 341    | 45   | -             | 66            | 14            | -                    | 57                   | 13                   | 460    | 72     |

## Hráčské úspěchy

### Klubové
- 4× vítěz italské ligy (1971/72, 1972/73, 1974/75, 1978/79)
- 2× vítěz italského poháru (1968/69, 1976/77)

### Reprezentační
- 1× na MS (1974)

## Trenérská statistika

### Klubová
| Sezóna  | Klub             | Liga                 | Liga   | Liga  | Liga   | Liga   | Liga             | Ligové poháry | Ligové poháry | Ligové poháry | Ligové poháry | Ligové poháry | Ligové poháry    | Kontinentální poháry | Kontinentální poháry | Kontinentální poháry | Kontinentální poháry | Kontinentální poháry | Kontinentální poháry | Celkem | Celkem | Celkem | Celkem |
| Sezóna  | Klub             | Soutěž               | Zápasy | Výhry | Remízy | Prohry | Umístění         | Soutěž        | Zápasy        | Výhry         | Remízy        | Prohry        | Úspěch           | Soutěž               | Zápasy               | Výhry                | Remízy               | Prohry               | Úspěch               | Zápasy | Výhry  | Remízy | Prohry |
| ------- | ---------------- | -------------------- | ------ | ----- | ------ | ------ | ---------------- | ------------- | ------------- | ------------- | ------------- | ------------- | ---------------- | -------------------- | -------------------- | -------------------- | -------------------- | -------------------- | -------------------- | ------ | ------ | ------ | ------ |
| 1987    | Milán            | Serie A              | 6      | 3     | 2      | 1      | 5. místo         | IP            | 1             | 0             | 1             | 0             | -                | -                    | 0                    | 0                    | 0                    | 0                    | -                    | 7      | 3      | 3      | 1      |
| 1991/92 | Milán            | Serie A              | 34     | 22    | 12     | 0      |                  | IP            | 8             | 3             | 4             | 1             | Semifinále       | -                    | 0                    | 0                    | 0                    | 0                    | -                    | 42     | 25     | 16     | 1      |
| 1992/93 | Milán            | Serie A              | 34     | 18    | 14     | 2      |                  | IP+IS         | 8+1           | 5+1           | 2             | 1             | Semifinále +     | LM                   | 11                   | 10                   | 0                    | 1                    | Stříbrná medaile     | 54     | 34     | 16     | 4      |
| 1993/94 | Milán            | Serie A              | 34     | 19    | 12     | 3      |                  | IP+IS         | 4+1           | 1+1           | 2             | 1             |                  | LM+ES+IP             | 12+2+1               | 7+1+0                | 5                    | 0+1+1                |                      | 54     | 29     | 19     | 6      |
| 1994/95 | Milán            | Serie A              | 34     | 17    | 9      | 8      | 4. místo         | IP+IS         | 4+1           | 1             | 0+1           | 3             |                  | LM+ES+IP             | 11+2+1               | 6+1+0                | 2+1+0                | 3+0+1                | +                    | 53     | 25     | 13     | 15     |
| 1995/96 | Milán            | Serie A              | 34     | 21    | 10     | 3      |                  | IP            | 4             | 2             | 2             | 0             | -                | UEFA                 | 8                    | 6                    | 1                    | 1                    | -                    | 46     | 29     | 13     | 4      |
| 1996/97 | Real Madrid      | Primera División     | 42     | 27    | 11     | 4      |                  | ŠP            | 6             | 4             | 1             | 1             | -                | -                    | 0                    | 0                    | 0                    | 0                    | -                    | 48     | 31     | 12     | 5      |
| 1997/98 | Milán            | Serie A              | 34     | 11    | 11     | 12     | 10. místo        | IP            | 10            | 5             | 3             | 2             | Stříbrná medaile | -                    | 0                    | 0                    | 0                    | 0                    | -                    | 44     | 16     | 14     | 14     |
| 1999/00 | Řím              | Serie A              | 34     | 14    | 12     | 8      | 6. místo         | IP            | 4             | 1             | 0             | 3             | -                | UEFA                 | 8                    | 4                    | 2                    | 2                    | -                    | 46     | 19     | 14     | 13     |
| 2000/01 | Řím              | Serie A              | 34     | 22    | 9      | 3      |                  | IP            | 2             | 0             | 1             | 1             | -                | UEFA                 | 8                    | 6                    | 1                    | 1                    | -                    | 44     | 28     | 11     | 5      |
| 2001/02 | Řím              | Serie A              | 34     | 19    | 13     | 2      | Stříbrná medaile | IP+IS         | 4+1           | 1+1           | 0             | 3             |                  | LM                   | 12                   | 3                    | 7                    | 2                    | -                    | 51     | 24     | 20     | 7      |
| 2002/03 | Řím              | Serie A              | 34     | 13    | 10     | 11     | 8. místo         | IP            | 8             | 4             | 3             | 1             | Stříbrná medaile | LM                   | 12                   | 3                    | 5                    | 4                    | -                    | 54     | 20     | 18     | 16     |
| 2003/04 | Řím              | Serie A              | 34     | 21    | 8      | 5      | Stříbrná medaile | IP            | 4             | 2             | 0             | 2             | -                | UEFA                 | 8                    | 4                    | 2                    | 2                    | -                    | 46     | 27     | 10     | 9      |
| 2004/05 | Juventus         | Serie A              | 38     | 26    | 8      | 4      | titul odebrán    | IP            | 2             | 0             | 1             | 1             | -                | LM                   | 12                   | 7                    | 3                    | 2                    | -                    | 52     | 33     | 12     | 7      |
| 2005/06 | Juventus         | Serie A              | 38     | 27    | 10     | 1      | titul odebrán    | IP+IS         | 4+1           | 2             | 1             | 1+1           | -                | LM                   | 10                   | 6                    | 1                    | 3                    | -                    | 53     | 35     | 12     | 6      |
| 2006/07 | Real Madrid      | Primera División     | 38     | 23    | 7      | 8      |                  | ŠP            | 4             | 1             | 3             | 0             | -                | LM                   | 8                    | 4                    | 2                    | 2                    | -                    | 50     | 28     | 12     | 10     |
| 2017    | Ťiang-su Su-ning | Chinese Super League | 18     | 6     | 6      | 6      | 12. místo        | ČP            | 3             | 1             | 1             | 1             | -                | -                    | 0                    | 0                    | 0                    | 0                    | -                    | 21     | 7      | 7      | 7      |
| 2018    | Ťiang-su Su-ning | Chinese Super League | 3      | 1     | 0      | 2      | propuštěn        | -             | 0             | 0             | 0             | 0             | -                | -                    | 0                    | 0                    | 0                    | 0                    | -                    | 3      | 1      | 0      | 2      |
| Celkově | Celkově          | Celkově              | 557    | 310   | 164    | 83     | -                | -             | 85            | 36            | 26            | 23            | -                | -                    | 126                  | 68                   | 32                   | 26                   | -                    | 768    | 414    | 222    | 132    |

### Reprezentační
| 2008–2009        | Anglie           | Kvalifikace MS 2010 | 1. místo ve skupině | 10 | 9  | 0  | 1  |
| 2010             | Anglie           | MS 2010             | Osmifinále          | 4  | 1  | 2  | 1  |
| 2011             | Anglie           | Kvalifikace ME 2012 | 1. místo ve skupině | 8  | 5  | 3  | 0  |
| 2000–2004        | Anglie           | přátelské utkání    | -                   | 20 | 13 | 3  | 4  |
| Celkem za Anglii | Celkem za Anglii | Celkem za Anglii    | Celkem za Anglii    | 42 | 28 | 8  | 6  |
| 2008–2009        | Rusko            | Kvalifikace MS 2014 | 1. místo ve skupině | 10 | 7  | 1  | 2  |
| 2014             | Rusko            | MS 2014             | 3. místo ve skupině | 3  | 0  | 2  | 1  |
| 2015             | Rusko            | Kvalifikace ME 2016 | propuštěn           | 6  | 2  | 2  | 2  |
| 2012–2015        | Rusko            | přátelské utkání    | -                   | 14 | 8  | 6  | 0  |
| Celkem za Rusko  | Celkem za Rusko  | Celkem za Rusko     | Celkem za Rusko     | 33 | 17 | 11 | 5  |
| Celkem           | Celkem           | Celkem              | Celkem              | 75 | 45 | 19 | 11 |

## Trenérské úspěchy

### Klubové
- 5× vítěz italské ligy (1991/92, 1992/93, 1993/94, 1995/96, 2000/01)
- 2× vítěz španělské ligy (1996/97, 2006/07)
- 4× vítěz italského superpoháru (1992, 1993, 1994, 2001)
- 1x vítěz Ligy mistrů (1993/94)
- 1x vítěz evropského superpoháru (1994)

### Reprezentační
- 2× na MS (2010, 2014)

### Individuální
- 3x nejlepší trenér v lize (1991/92, 1993/94, 2000/01)